# Xenocypris
Xenocypris – rodzaj ryb karpiokształtnych z rodziny karpiowatych (Cyprinidae).

## Zasięg występowania
Wody słodkie i półsłone w Chinach i na Tajwanie.

## Klasyfikacja
Gatunki zaliczane do tego rodzaju:
- Xenocypris davidi
- Xenocypris fangi
- Xenocypris hupeinensis
- Xenocypris macrolepis – świnka amurska[3], czarnobrzuszka amurska[4], „świnka chińska wielkołuskowa”[5]
- Xenocypris medius
- Xenocypris schisturus
- Xenocypris yunnanensis

Gatunkiem typowym jest Xenocypris argentea.